# Partido Popular Revolucionário do Benim
O Partido Popular Revolucionário do Benim (em francês:  Parti de la Révolution Populaire du Bénin, PRPB) foi um partido político da antiga República Popular do Benim. Fundado em 30 de novembro de 1975 pelo major Mathieu Kérékou, era legalmente o único partido existente do país graças à Constituição do Benim de 1975, proveniente de um golpe de Estado, fazendo com que o PRPB liderasse inteiramente a política nacional.

## História
Com a efetivação de um golpe de Estado liderado por Mathieu Kérékou na República do Daomé em 1972, a Assembleia Nacional do país foi dissolvida, introduzindo-se o Conselho Nacional da Revolução (CNR), a República Popular do Benim e, três anos depois, o PRPB.
O partido era idealizado no Marxismo-Leninismo até 7 de dezembro de 1989, quando o PRPB decidiu remover o Marxismo-Leninismo da sua base ideológica. Um ano depois, em 11 de maio 1990, foi dissolvido e sucedido pelo Partido da União das Forças do Progresso (em francês: Union des Forces du Progrès, UFP).

## História Eleitoral
O PRBP foi o único partido que concorreu nas eleições parlamentaristas de 1979, 1984 e 1989 da República Popular do Benim. O partido instituiu um processo seletivo para a convocação dos seus representantes políticos, onde eram escolhidos aqueles que compartilhavam ideais pró-revolucionários e anticorruptos.
Logo após da eleição parlamentarista de 1979, o CNR foi dissolvido em 4 de janeiro de 1980 por ordem do governo da República Popular do Benim para a criação da Assembleia Revolucionária Nacional.

### Eleições da Assembleia Revolucionária Nacional
| Eleição | Líder do Partido | Votos     | %     | Assentos  | +/– | Posição | Condição      |
| ------- | ---------------- | --------- | ----- | --------- | --- | ------- | ------------- |
| 1979    | Mathieu Kérékou  | 1.248.613 | 98.3% | 336 / 336 | 336 | 1st     | Único partido |
| 1984    | Mathieu Kérékou  | 1.811.808 | 98.2% | 196 / 196 | 140 | 1st     | Único partido |
| 1989    | Mathieu Kérékou  | 1.695.860 | 89.6% | 206 / 206 | 10  | 1st     | Único partido |

Após as eleições parlamentaristas, a Assembleia Revolucionária Nacional trataria de eleger Kérékou à Presidência da República Popular do Benim.

### Eleições Presidencialistas
| Eleição                                                   | Candidato                                                 | Votos                                                     | %                                                         | Resultado                                                 |
| Presidente eleito pela Assembleia Revolucionária Nacional | Presidente eleito pela Assembleia Revolucionária Nacional | Presidente eleito pela Assembleia Revolucionária Nacional | Presidente eleito pela Assembleia Revolucionária Nacional | Presidente eleito pela Assembleia Revolucionária Nacional |
| --------------------------------------------------------- | --------------------------------------------------------- | --------------------------------------------------------- | --------------------------------------------------------- | --------------------------------------------------------- |
| 1980                                                      | Mathieu Kérékou                                           | 336                                                       | 100%                                                      | Eleito                                                    |
| 1984                                                      | Mathieu Kérékou                                           | 196                                                       | 100%                                                      | Eleito                                                    |
| 1989                                                      | Mathieu Kérékou                                           | 206                                                       | 100%                                                      | Eleito                                                    |